# Dia Internacional das Mulheres na Diplomacia
O Dia Internacional das Mulheres na Diplomacia é um dia comemorado em 24 de junho desde 2022, instituído no mesmo ano pela Assembleia Geral das Nações Unidas (AGNU).

## Proclamação
Em sua 76.ª sessão, a Assembleia Geral das Nações Unidas, em 20 de junho de 2022, proclamou o Dia Internacional das Mulheres na Diplomacia. O objetivo é reconhecer e celebrar as contribuições das mulheres na diplomacia, bem como promover a igualdade de gênero e o empoderamento das mulheres nesse campo.

## Celebração
O dia é celebrado anualmente em 24 de junho, tendo sido comemorado pela primeira vez em 2022. Desde então, os Estados-membros, as organizações da Organização das Nações Unidas, os grupos não governamentais, as instituições acadêmicas e as associações diplomáticas femininas têm realizado atividades que promovem a educação pública e a conscientização sobre a importância do papel das mulheres na diplomacia.